# Приолли, Мария Луиза
Мария Луиза де Маттос Приолли (порт. Maria Luiza de Mattos Priolli; 24 мая 1915, Рио-де-Жанейро — 2000) — бразильский музыкальный педагог и композитор.
Начала заниматься музыкой под руководством своей матери. Окончила Национальный институт музыки, где её наставниками были Мэри Элис Рамли (фортепиано), Аньело Франса (гармония), Жоан Отавиано (композиция) и Франсиско Миньоне (дирижирование). Затем продолжила образование в Лондоне под руководством Гренвилла Бантока.
С 1937 г. преподавала в Национальном институте музыки, с 1946 г. профессор, в 1976—1980 гг. директор. Автор учебного пособия по сольфеджио (порт. Solfejos melódicos e progressivos; 1951, в двух томах), многократно переиздававшегося учебного пособия «Основные принципы музыки — молодёжи» (порт. Princípios básicos da música para a juventude; 1953).
Композиторское наследие Приолли невелико: ей принадлежит фортепианный концерт (1940), отдельные камерные и фортепианные сочинения.